# Promega
La Promega Corporation è un produttore di enzimi e altri prodotti biotecnologici e di biologia molecolare con sede a Madison, Wisconsin.
Essa ha un portafoglio prodotti che copre i campi della genomica, analisi ed espressione di proteine, analisi cellulare, scoperta di farmaci e identità genetica.